# 下桐原村
下桐原村（しもきりはらむら）は、かつて新潟県三島郡にあった村。

## 沿革
- 1889年（明治22年）4月1日 - 町村制施行に伴い三島郡下桐村、硲田村、有信村、五分一村、木島村、鰐口村、竹森村、小豆曽根村、新長村が合併し、下桐原村が発足。村役場は旧竹森村に設置[2]。
- 1901年（明治34年）11月1日 - 三島郡善高村、五千石村、本与板村（一部）と合併し、大河津村となり消滅。
- 1957年（昭和32年）7月5日 - 大河津村が三分割された際、旧村域のうち大河津分水路右岸にあった新長の一部が西蒲原郡分水町に、その他残部が三島郡寺泊町に編入された。